# Strzyżewice (Święciechowa)
Strzyżewice (deutsch Striesewitz) ist ein Dorf in Polen in der Woiwodschaft Großpolen. Es gehört zum Powiat Leszczyński in der Gemeinde Święciechowa.

## Geografie
Das Dorf liegt im Westen Polens an der Ostgrenze der Gemeinde Święciechowa. Im Norden und Osten grenzt Strzyżewice direkt an Leszno.

## Geschichte
Das Dorf besteht sicher seit dem Jahr 1294. Es gehörte zu den Gütern der Familie Leszczyński, so war zwischen 1565 und 1580 Jan Leszczyński Eigentümer. Bei der  Zweiten Polnischen Teilung 1793 kam der Ort an Preußen. Ab 1783 bis 1845 war das Geschlecht der Sułkowski Eigentümer der Güter. Mit der Entstehung der Zweiten Polnischen Republik war der Ort ab 1920 Teil desselben. 1925 ging das Dorf in Staatsbesitz über. Ab dem darauffolgenden Jahr bis 1946 war Feliks  Haertl Eigentümer des Dorfes. Im September 1939 wurde der Ort beim Überfall auf Polen von der Wehrmacht besetzt und Teil des Reichsgaus Wartheland. Seit 1945 ist der Ort wieder Teil Polens.

## Wirtschaft und Infrastruktur
Nördlich des Ortes verläuft die Landesstraße 12 (droga krajowa nr 12). 
Im Süden des Ortes verläuft die Bahnstrecke von Leszno nach Głogów, der Ort selbst hat aber keinen Haltestelle. Der nächste Bahnhof befindet sich in Leszno.
Auf dem Gelände des Dorfs befindet sich der Flugplatz Leszno-Strzyżewice, der der Stadt Leszno gehört. Er war Austragungsort vieler Welt- und Europameisterschaften im Luft- und Ballonsport. Der nächste internationale Flughafen ist der Flughafen Posen-Ławica, etwa 65 Kilometer nordöstlich.